# Turac de Fischer
El turac de Fischer (Tauraco fischeri) és una espècie d'ocell de la família dels musofàgids (Musophagidae) que habita els boscos costaners d'Àfrica oriental, des del sud de Somàlia, a través de l'est de Kenya fins al nord-est de Tanzània.